# Stadiumi Durim Qypi
Stadiumi Durim Qypi – stadion sportowy w mieście Përmet, w Albanii. Obiekt może pomieścić 4000 widzów. Swoje spotkania rozgrywają na nim piłkarze klubu KF Përmeti.